# 陕西历史博物馆

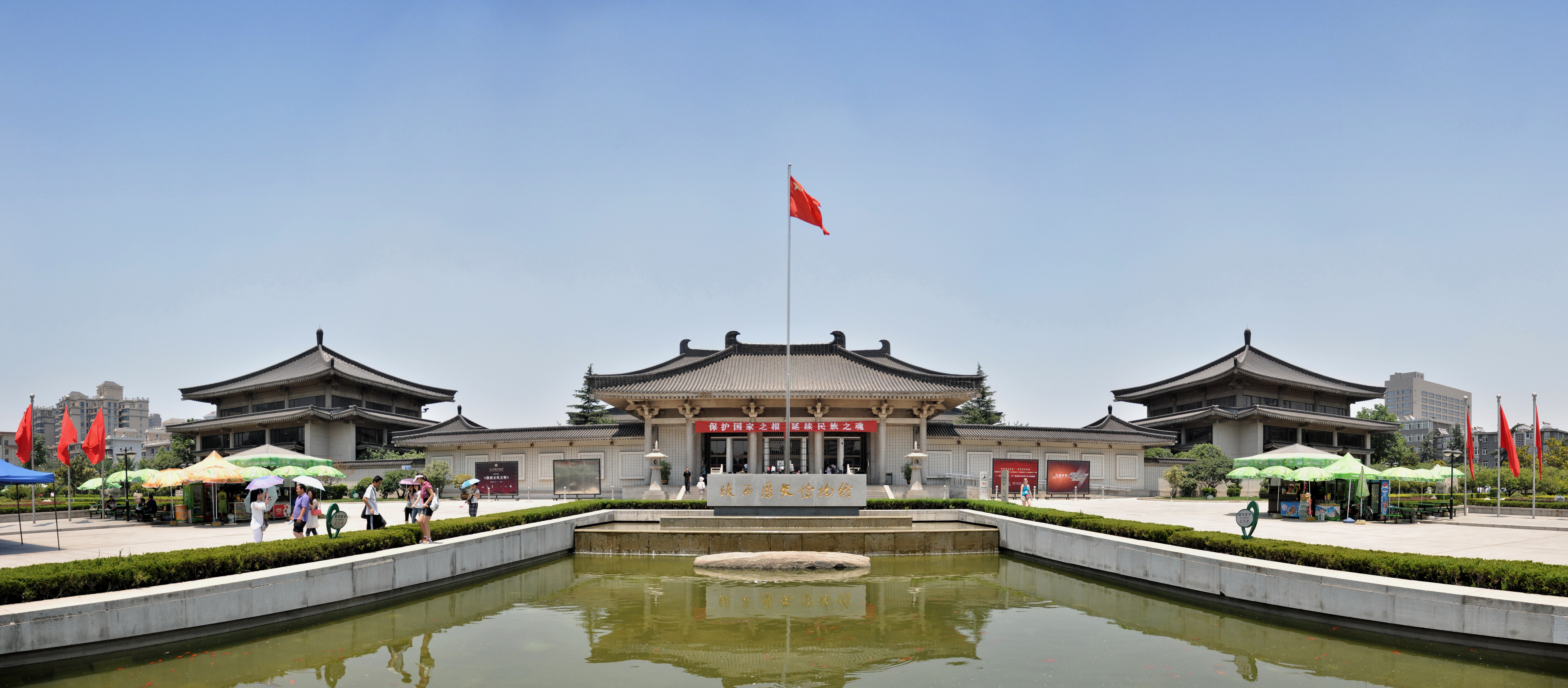
陕西历史博物馆

陕西历史博物馆是位于陕西省西安市雁塔区的一座博物馆，坐落于小寨东路与翠华路路口、大雁塔的西北侧。陕西历史博物馆从1983年开始筹建，1991年6月20日建成开放，是中国第一座拥有现代化设施的大型国家级博物馆。

## 沿革

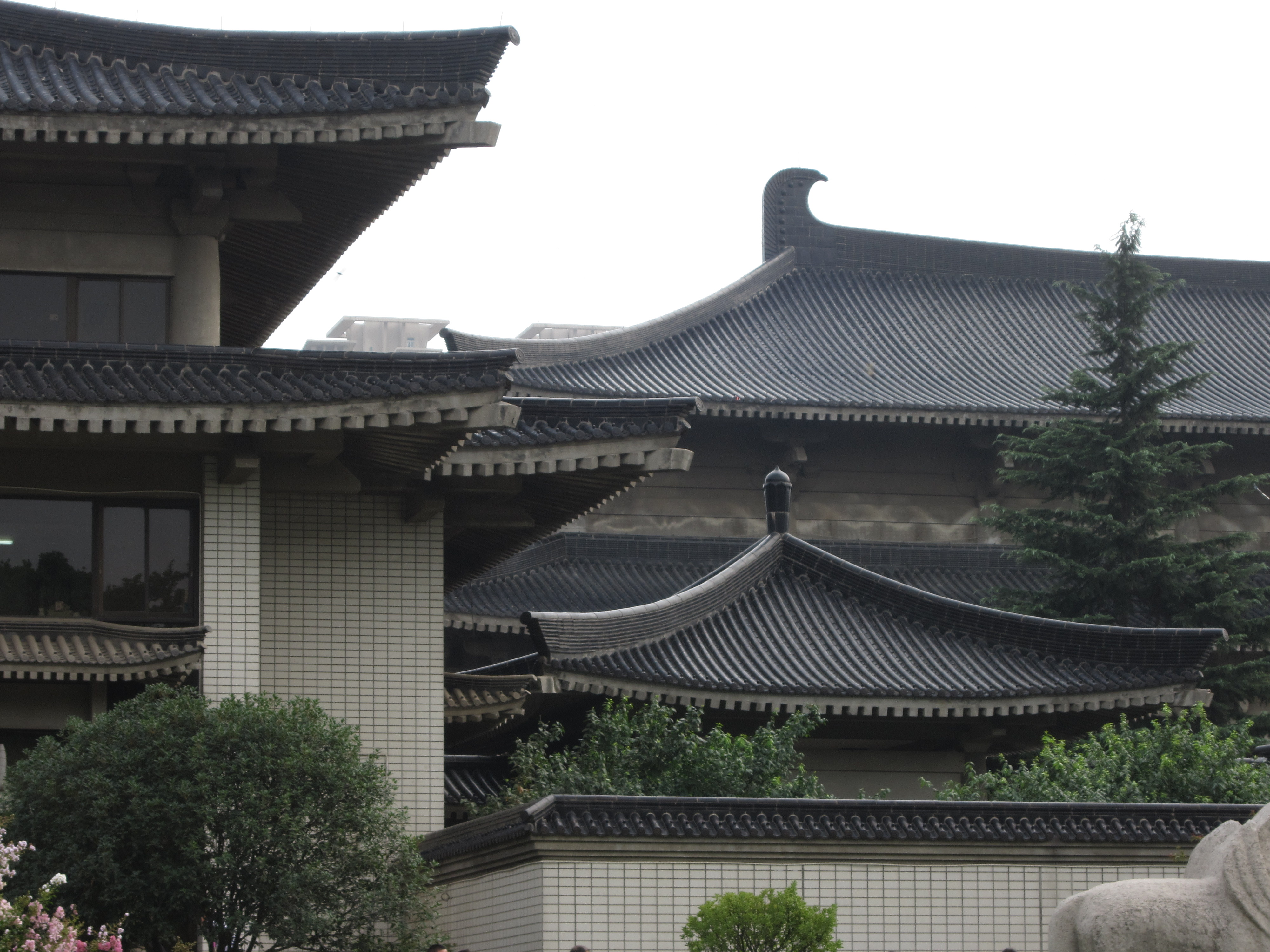
陕西历史博物馆建筑，是中国工程院院士张锦秋女士设计的新唐风建筑。

陕西历史博物馆的前身是原陕西省博物馆，即现在的西安碑林博物馆，有人也因此称其为“新馆”。由于陕西省博物馆的空间相对于馆藏过于拥挤，1977年陕西省文化局和省博物馆就开始重建新馆的工作，并列入国家基建项目。1983年新馆位置确定，筹建工作正式开始，1986年11月28日奠基动工，工程总投资1.44亿人民币，1991年6月20日开馆。

## 建筑特色
陕西历史博物馆是按照宫殿庭院式布局建造的高台及群体组合建筑，占地近7公顷，建筑面积55,600平方米，文物库区面积8000平方米，展厅面积11000平方米。南北中轴线上的主建筑为四阿顶重檐建筑，东西为“吕”字形建筑，四角各有崇楼一座。

## 展陈
博物馆的常规展览按照中国古代史的时间布展，分别在第一、二、三、六、七展厅，以周、秦、汉、唐四个朝代为重点，展示陕西历史。第四、五展厅和东展厅，还设有专题展览，不定期的更换主题。陕西历史博物馆还与意大利政府合作筹建了“唐墓壁画馆”。

### 第一展厅
第一展厅主要包括“人猿揖别”、“凤鸣岐山”、“东方帝国”为展示内容。展示远古至秦朝的文物。

### 第二展厅
第二展厅包括“大汉雄风”与“冲突融合”两个部分，陈列了汉朝至南北朝期间的文物。

### 第三展厅
第三展厅包括“盛唐气象”与“告别帝都”两个部分，陈列了唐朝及唐以后的文物。

### 唐代壁画珍品馆
唐代壁画珍品馆是中国和意大利政府合作建设的中国首座唐代墓葬壁画专题陈列馆，于2011年6月20日对公众开放。展馆面积3800平方米，展线长800多米，采用现代化技术，让壁画与人完全隔离，避免了多种有害气体、粉尘及人为行为损伤壁画。展馆展出《客使图》、章怀太子墓《马毬图》、《仪仗出行图》、章怀太子墓《狩猎出行图》、懿德太子墓《阙楼图》、永泰公主墓《宫女图》等97幅珍贵壁画。唐代壁画珍品馆的票价也因此高达300元。

## 馆藏特点
陕西历史博物馆的馆藏文物达1717950件（组)，上至远古时期，下到1840年以前，时间跨度长达100万年。 按照材质可以分为青铜器、金银器、玉器、陶瓷、唐墓的壁画等。

## 馆藏
- 舞马衔杯仿皮囊式银壶，唐朝文物。1970年10月出土于陕西省西安市南郊的唐代窑藏。中华人民共和国禁止出境展览文物之一。
- 兽首玛瑙杯，唐朝文物。1970年出土于西安市何家村，是目前为止发现的唯一一件唐代俏色玉雕。中华人民共和国禁止出国（境）展览文物之一。
- 鎏金银铜竹节熏炉，西汉文物。1981年出土于兴平县茂陵附近1号无名冢从葬坑。
- 四十三年逨鼎，西周文物。2003年1月19日出土于陕西省宝鸡市眉县杨家村窖藏。[6]

|  |  |  |  |

## 分馆
2022年，原本作为咸阳博物院新馆建设的西咸新区秦汉馆被移交给陕西历史博物馆，成为陕历博的一座分馆，称“陕西历史博物馆秦汉馆”，于2024年5月18日正式开放。